# ポーランド人
ポーランド人 （ポーランドじん、ポーランド語: Polacy）は、ポーランドの主要民族。
中東欧に広がるスラヴ人の一派インド・ヨーロッパ語族のスラヴ語派西スラヴ語群に属するポーランド語を母語としている。
ポーランド族は、様々なレヒト人部族と交わりピャスト朝（960年頃-1370年）を築いた。
ポーランド国家を築いた西スラヴ人の一派の諸部族で、中心部族であったポラン族（別名レフ族）に由来している。ポラン族はポランの複数形を用いて「ポラニエ」と呼ばれるが、これで原義では平原の民という意味で、原インド・ヨーロッパ語を基とする。ポランから英語の国名「ポーランド」（ポーランド語、Polska）の由来となった。

## ポーランド人の定義
スラヴ民族が、現代のポーランド領域に居住して1500年になる。部族を組織し、大きなグループは後にポーランド族として知られた。
ポーランド族は、様々なレヒト人部族と交わりピャスト朝（960年頃 - 1370年）を築いた。これによりポーランド国家が成立した。
15世紀半から19世紀初頭まで、「ポーランド人」は民族的出自や宗教的信条は基盤とせずに、貴族のシュラフタ階級のみを指していた。ポーランド共和国の法律ではポーランド人という民族を定義する民族的な規定はなく、ポーランドに永住している人々全て「ポーランド人」（国民）としている。一般的に他のヨーロッパ諸国では、根本のポーランド民族の概念を尊重し、ポーランド語を日常的に話し、ポーランド独特の伝統を共通して持ち、ポーランドの民族的背景を持つ人々のみをポーランド人と考えられている。ポーランド人の先祖の民族的出自は多岐にわたる。中世初期までのポラン族以外にはグラル人など他のスラヴ系諸部族が流入し、スラヴ系でないリトアニア人を始めとするバルト人、他にはヴラフ人やルーマニア人、ロマ人など、中世に多く居住していた少数民族のユダヤ系民族、その他にはモンゴル系リプカ・タタール人やモンゴル人なども多数包含している。これら民族のポーランド文化への影響は、民族衣装、民族ダンスなどにも良く反映されている。

### 少数民族
ポーランド語と異なる言語を母語する少数民族は、ポーランド人と別のアイデンティティを保持し居住するカシューブ人、ルシン人、グラル人、シレジア人など。通常シレジア人を除いては、民族的少数派というよりは言語的少数派（独自の方言と地域性を維持しているという解釈）の「部族」として認識されている。文化的権利（言語・文化・伝統を維持）は、国内法および（ヨーロッパ地方言語・少数言語憲章）により保護される。

## 分布
ポーランド人は、ポーランド国内に約3800万人が居住する。また少数民族として、リトアニア、ウクライナ、アルゼンチン、ロシア、ルーマニア、エストニアなどに居住している。これらの地域的な広がりは、ポーランドの歴史的な領域の変遷に由来するところが大きい。
18世紀末以降、ポーランドは1世紀以上独立を失い、第二次世界大戦後は共産主義圏となった。これを反映してポーランド人は、アメリカ合衆国、カナダ、オーストラリア、ブラジル、ベラルーシなどに移民した。総数は約2000万人である。20世紀始め、特に戦時中にフランスに約100万人移住した。アメリカは、最大数のポーランド人移民が居住する国である。
中世からのポーランド・ロシア戦争の結果、ポーランド国内にはロシア人居住者が、そしてロシア国内にはポーランド人居住者が多く住んでいた。ロシアには、第二次大戦期間に強制排除されるまで約300万人が居住していたと推測されている、現在の居住者は273,000人。
第二次大戦時、多くのユダヤ系はイスラエルに避難し移民した。

### 現代
ポーランドのEU加盟とシェンゲン圏加盟により、ポーランドはEU参加国内でのビザなし就労権利を得た。2007年にはピークを迎え、230万人が国外に住んでいた。ポーランド国勢調査によると、ほとんどの国外居住者がポーランドの永住権を保持したまま良い条件の仕事を探して移住している。移住の主な理由は経済的なもので、2008年の世界景気後退によるポーランド国内失業率により加速した。
1989年の共産主義政権崩壊後は、人口の0.5% (100,000人)が国外移住し、2008年には、2.3% (600,000人)となった。現在、主に若いポーランド人を中心として約200万人（非公式人数、含まず）が、他のEU諸国で労働移民となり移住している。他国EUからの単純労働者の受け入れをしているイギリスを始めEU先進国へ働きに出る傾向が活発であるが、そのうちイギリスに永住するものはごく一部である。ドイツ、オーストリア、デンマーク、スウェーデンなどは2004年のEU加盟国（中東欧諸国）に対し2011年まで自国保護政策（EU単純労働者移民受け入れ制限）を取入れているため隣国ドイツへの移住は少なかった。ノルウェーのポーランド人移民数12万人は、国内最大移民グループとなっている。
2013年に、推定50万人のポーランド人が移住し、2011年、80%はEU内に移住している。2013年においてポーランド人の移民グループの分布は、イギリス (650,000人)、ドイツ (550,000人)、そしてアイルランド （115,000人、2013年）、イタリア （94,000人、 2011年）オランダ （103,000人、2013年）、フランス （63,000人、2013年）2015年12月までには、ポーランドの労働人口 12%が働くためにイギリスに移住した。

## 文化

### 言語
ポーランド語は、西スラヴ語でポーランドの母国語である。
文字は、12世紀に導入したラテン文字を使用するポーランド語アルファベットである。

#### 他言語の影響
チェコ語(10世紀、14–15世紀)、イタリア語 (15–16世紀)、 フランス語(18–19世紀)、ドイツ語 (13–15世紀、18–20世紀)、ハンガリー語 (14–16世紀)  トルコ語 (17世紀)、そしてチンギス・カンと戦争をしていた12-13世紀の間は、モンゴル語の単語をポーランド語に取り入れた。最初に記録されたポーランド語文章は、en:Book of Henrykowにラテン文字が使用されて1269-1273年に書かれた。

### 文学
ポーランド文学は、ポーランドの伝統文学である。ほとんどのポーランド文学はポーランド語で書かれ、何世紀もの間、他の言語（ラテン語、イディッシュ語、リトアニア語、ウクライナ語、ベラルーシ語、ドイツ語、エスペラント語）によるポーランド文学への貢献がある。
966年前までのポーランド文学は、ほとんど何も残っていない。ポーランドにおける異教徒の住人は口承文学によりスラブの歌、伝説や信条を伝えていたが、キリスト教作家にとって義務であったラテン語で記述することに重要性が見いだされなかったため消滅した。ラテン語（文字）は12世紀に導入され、話し言葉だけのポーランド語を記述できるようになった。
17世紀から18世紀中盤、ポーランドのバロックはシュラフタなど貴族の（サルマティズム（サルマタイ主義）文化に影響されていた。サルマティズムはバロックスタイルに強く影響され、そして西洋と東洋が混ざる特異なスタイルを生み出した。なお、ここで記述する東洋とはオスマン帝国のオリエンタル文化である。このオリエンタルの影響は、ポーランドとオスマン帝国が国境を共有したためにたびたび起きた侵略によるものである。この時期のポーランド・バロックは、イエズス高校で政治キャリアの準備としてラテンの西洋古典学が基盤の教育を行なっていた。そこから貴族作家や詩人が誕生した。
1820年からロシア帝国に対する1月蜂起の1863年まで、ポーランド・ロマン派が存在した。